# چاندالا
چاندالا (به انگلیسی: Tschandala) اصطلاحی است که فردریش نیچه از نظام طبقاتی هند وام گرفته است، که در آن چاندال عضوی از پایین‌ترین طبقه اجتماعی است. تفسیر و کاربرد نیچه از این اصطلاح بر ترجمه‌ای از منوسمرتی توسط ماکس مولر متکی بود. 

## کاربرد نیچه
نیچه از اصطلاح چاندالا در غروب بت‌ها و دجال استفاده می‌کند. او از «قانون منو» با سیستم کاست به‌عنوان نمونه‌ای از یک نوع اخلاق، یعنی «پرورش» در مقابل نسخه مسیحی اخلاق که می‌کوشد انسان را «رام» کند، استفاده می‌کند.
در ابتدا، نیچه روش‌هایی که مسیحیان کوشیدند زندگی بشریت «بهبود» یابد را توصیف می‌کند. او به‌عنوان استعاره، از یک حیوان تربیت‌شده در باغ‌وحش استفاده می‌کند که گفته می‌شود «بهبود یافته» است، اما در واقع سرزندگی خود را از دست داده و ضعیف شده است. نیچه می‌گوید آیا مسیحیت دقیقاً به همین طریق نژاد نوردیک را رام کرده است؟

از سوی دیگر، قانون منو با ایجاد چهار کاست از مردم، سعی در سازماندهی گروه‌های اجتماعی دارد. نیچه این نوع اخلاق، یعنی اخلاق «پرورش‌دهنده» را محکوم می‌کند، همان‌طور که «رام‌کننده حیوانات» (مسیحیت) را محکوم می‌کند، چرا که با هرگونه اخلاقی مخالف است. او آن را به «اخلاق بردگی» مسیحی بسیار ترجیح می‌دهد. از نظر او، احکام تحقیرآمیز و سرکوبگرانه علیه چاندالا ابزاری دفاعی برای پاک نگه داشتن کاست‌ها است: 
با این حال، این سازمان نیز لازم دید که وحشتناک باشد - این بار نه در مبارزه با حیوانات، بلکه با مفهوم متضاد، انسان بی‌نژاد، انسان مخلوط، چاندالا. و باز هم هیچ وسیله دیگری برای جلوگیری از خطرناک بودن او، برای ضعیف کردنش، جز بیمار کردنش وجود نداشت - این مبارزه «تعداد انبوهی» داشت. 
به گفته نیچه مسیحیت محصول یهودیت، «دین چاندالا» است. منظور او این است که یهودیت و پس از آن مسیحیت، اخلاقیاتی هستند که از نفرت ستمدیدگان (مانند چاندالا) نسبت به ستمگرانشان زاده شده‌اند: 
مسیحیت، که از ریشه‌های یهودی سرچشمه گرفته و تنها به‌عنوان رویشی در این خاک قابل درک است، نمایانگر جنبشی مخالف هرگونه اخلاق مبتنی بر زاد و ولد، نژاد و امتیاز است: این دین، به تمام معنا، دین ضد آریایی است. مسیحیت، ارزیابی مجدد همه ارزش‌های آریایی، پیروزی ارزش‌های چاندالا، انجیل موعظه‌شده به فقرا و فرودستان، شورش عمومی همه ستمدیدگان، بدبختان، شکست‌خوردگان، محرومان، علیه «نژاد»: نفرت جاودان به عنوان دین عشق است...
نیچه در کتاب دجال دوباره به قانون منو استناد می‌کند و آن را به معنایی نسبی بر اخلاق یهودی-مسیحی ترجیح می‌دهد. نیچه «معنوی‌ترین» و «قوی‌ترین» مردان را توصیف می‌کند که می‌توانند به همه چیز، حتی وجود شاندالاس‌ها «بله» بگویند؛ و در مقابل این، روحیه حسادت‌آمیز و انتقام‌جویانه خود شاندالاس‌ها قرار دارد (ر.ک. اخلاق ارباب-برده). نیچه همچنین از اصطلاح چاندالا برای برخی از مخالفان خود مانند سوسیالیست‌ها استفاده می‌کند.

## تأثیر ادبی
آوگوست استریندبری با الهام از نیچه، رمانی به نام چاندالا را در سال ۱۸۸۹ نوشت.